# Wang Yuanqi
Pour les articles homonymes, voir Wang (patronyme).
Wang Yuanqi (chinois traditionnel : 王原祁 ; pinyin : Wáng Yuánqí ; EFEO : Wang yuan-k’i; surnom : Maojing, noms de pinceau : Lutai, Xilu Houren, etc.) est un peintre, théoricien de l'art et haut fonctionnaire chinois né en 1642 et mort en 1715. Représentant éminent de l'"école orthodoxe", les Six Maîtres du début des Qing, il fut un conseiller écouté de l'empereur Kangxi. Wang Yuanqi fait partie des Quatre Wang, qui ont exercé une influence majeure sur l'art au début de la dynastie Qing.
Le groupe de peintres que l'on nomme les Six Maîtres du début des Qing est composé de peintres contemporains, étroitement liés les uns aux autres et qui suivaient les mêmes traditions. Ce sont les figures principales de l'École Orthodoxe du paysage, qui apparait à la fin des Ming, et se réfère aux écrits de Dong Qichang lesquels regroupaient les peintres amateurs dite de l'École du Sud en une tradition orthodoxe.

## Biographie
Wang Yuanqi est très jeune initié à la peinture par son grand-père, le très orthodoxe Wang Shimin. Lauréat du titre académique de jinshi 進士 en 1670, Wang Yuanqi est d'abord magistrat de district, puis censeur et membre de l'Académie Hanlin. En 1700, l'empereur Kangxi le nomme conseiller de ses collections artistiques et, en 1705, le charge de la commission de compilation du Peiwenzhai shuhuapu, catalogue en cent volumes des peintures et calligraphies de la bibliothèque impériale, publié en 1708. Wang continue en parallèle à peindre et réalise un grand nombre d'œuvres à ses heures de loisir. Son style influence considérablement le paysage de cour. Durant de nombreuses années, il vit à  Haidian, au nord-ouest de Beijing. Il meurt dans cette ville à l'âge de soixante-treize ans. Son autorité sur les peintres lettrés de son temps est indiscutée.

## Conception de l'art
Son art se veut fondé sur la nature, mais il s'agit d'une nature réorganisée par l'intellect. Peintre admirablement doué, homme de vaste culture, sa recherche semble surtout portée sur la composition. La mise en œuvre de cette approche théorique est d'une audace extrême. Wang Yuanqi charge le langage des Anciens d'un contenu nouveau. Cette démarche semble rencontrer celle de Shitao qui écrit : «L'Antiquité est l'instrument de la connaissance; transformer consiste à connaître cet instrument sans toutefois s'en faire le serviteur»,. Sa fidélité aux maîtres anciens ne le lie cependant pas aux formules anciennes. Attentif à saisir dans un paysage l'énergie intérieure, le dynamisme profond, il ouvre une voie nouvelle à la peinture. Et bien qu'il ne soit pas peintre de cour à proprement parler, les dernières décennies de son  existence le voient dominer l'Académie Impériale; à travers lui se perpétue l'une des vertus cardinales de la tradition lettrée; la capacité d'emprunter aux Anciens leurs formes et leurs techniques et de les interpréter de façon nouvelle, compte tenu de l'évolution apportée par les siècles, dans un but d'expression nouvelle.

## Influence et technique
Dès ses premières œuvres, Wang s'affirme comme un admirateur passionné de Huang Gongwang dont il perçoit à merveille l'intériorité et la spontanéité. Mais bientôt, son pinceau énergique accentue certains traits et certaines valeurs tonales, conférant à la peinture plus de grandeur spatiale. S'efforçant de se détacher des modèles, il cherche, entre 1693 et 1696, à rendre la texture des pierres et s'éloigne progressivement de la méthode traditionnelle des rides et des ponctuations à l'encre pour construire les roches en amoncellements de blocs par accumulation de traits qui dessinent une ombre dense aux contours. Quant aux troncs des arbres, ils sont eux aussi délimités par une ligne fine et précise. Parvenu à maturité, à partir des années 1700, il est amené à réduire les détails au profit des volumes et des plans, tendance qui domine les œuvres tardives et, plus généralement, les meilleures d'entre elles.
Quelques thèmes simples, venus le plus souvent de Huang Gongwang ou de Ni Zan, donnent lieu à d'infinies variations, riches d'allusions plastiques et unifiées par la cohérence interne à la composition. Celle-ci est en effet l'une des plus imaginatives et l'une des plus audacieuses de toutes les peintures chinoises et place Wang Yuanqi bien à part des orthodoxes. C'est sans doute cette approche plus intellectuelle de l'art qui lui vaut actuellement un regain d'intérêt de la part de certains connaisseurs occidentaux . 
Il laisse d'ailleurs un court recueil les Notes écrites devant une fenêtre pluvieuse (chinois traditionnel : 雨窗漫笔 ; pinyin : Yǚchuāng Mànbǐ) - P. Ryckmans :  assez faible et banal, mais d'une grande valeur documentaire étant donné la personnalité de son auteur, si représentative des goûts d'une époque, et responsable d'une très large influence sur la postérité : 
Pour lui, la réussite d'une peinture repose sur l'intention qui en précède l'exécution et, reprenant l'adage classique formulé dès le VIIIe siècle par Wang Wei, l'idée doit précéder le pinceau, il insiste sur la formation systématique de l'artiste, selon une méthode laborieuse qui, pour ce qui le concerne, le retient parfois dix jours sur le rendu d'un cours d'eau et cinq sur celui d'une pierre. Le principal intérêt de ce bref traité aux notions relevant de la composition, notamment au principe de la veine du dragon (longmai), métaphore empruntée à l'ancienne géomancie chinoise et désignant les veines géantes comme des dragons, porteuses de vie dans la nature.[source insuffisante]
Dans la peinture de paysage, ce terme se rapporte aux mouvements de la composition et traduit le rythme interne qui doit émaner de la peinture. Pour Wang, dans l'application qu'il fait de ce principe, les ouvertures et fermetures (kaihe), c'est-à-dire la répartition des plages vides et des zones pleines, et les montées et descentes (qifu), ou l'équilibre et déséquilibre des masses, sont les points essentiels dont dépend le passage de la vie à travers l'œuvre.[réf. nécessaire]
Wang Yuanqi est contemporain de Shitao, un indépendant célèbre qui, au nom de la règle unique, rejette toutes les règles. Wang admire Shitao quoique s'opposant par le tempérament, par les positions prises par chacun d'eux. Tous deux sont cependant à la recherche d'une nouvelle conception de la tradition.
Ses paysages montrent la forte influence de son grand-père, Wang Shimin, ainsi que du modèle de celui-ci, Huang Gongwang. Wang a une grande maîtrise du travail au pinceau; il superpose souvent plusieurs couches d'encre et de couleur pour rehausser le dégradé des ombres et mettre en relief le grain de l'image. Il accentue les points clefs à l'encre foncée, tandis qu'il mélange imperceptiblement de la couleur à l'encre dans ses paysages faiblement colorés. il crée ainsi un style unique, qu'on définit dans cette phrase : « il y a de la couleur dans l'encre et de l'encre dans la couleur. »
Étagements de montagnes verdoyantes est réalisé à Pékin pour l'empereur et conservé au palais impérial. Exécutée à l'encre et couleur sur papier, cette image de hautes montagnes et vallées profondes dénote l'attention particulière que le peintre accorde à la représentation des rochers : les roches dures des montagnes sont rendues à minces coups de pinceau, sans contours clairement définis. Les nuages et le brouillard des vallées et des dépressions, combinés avec les maisons et les pins largement disséminés au pied des montagnes, donnent de la vie et de la force à la peinture. Wang utilise avec beaucoup d'élégance le travail au pinceau sec pour rendre les montagnes et les rochers. Les traits au pinceau sec sont appliqués de manière répétitive pour donner aux images solidité et réalité. Au premier abord, son encre et son travail au pinceau semblent monotones et sans couleur, mais un examen plus attentif révèle des touches magistrales dans la luxuriance des herbes et des arbres, et la richesse de la terre.

## Comparaison avec Paul Cézanne
Wang Yuanqi et Paul Cézanne consacrent en effet leur vie à l'étude des maîtres anciens, tout en s'attachant à ancrer leur art dans la nature par une observation inlassable du réel. Préoccupés avant tout par la réorganisation cérébrale du monde physique et par l'interaction du vide et du solide, comme le dit Wang Yuanqi, ils se concentrent avec la même énergie sur la réalisation d'un motif. La montagne Sainte-Victoire chez Cézanne, tel thème de Ni Zan, chez Wang. Et tous deux encore considèrent la couleur comme un élément essentiel; cependant, si pour le premier le dessin et la couleur traduisent des sensations visuelles concrètes, pour le second, la calligraphie chinoise, complétée par la couleur, permet d'exprimer un état intérieur en accord avec la nature et l'esprit des Anciens.

## Œuvres

### Musées
- Pékin Musée du palais impérial :  

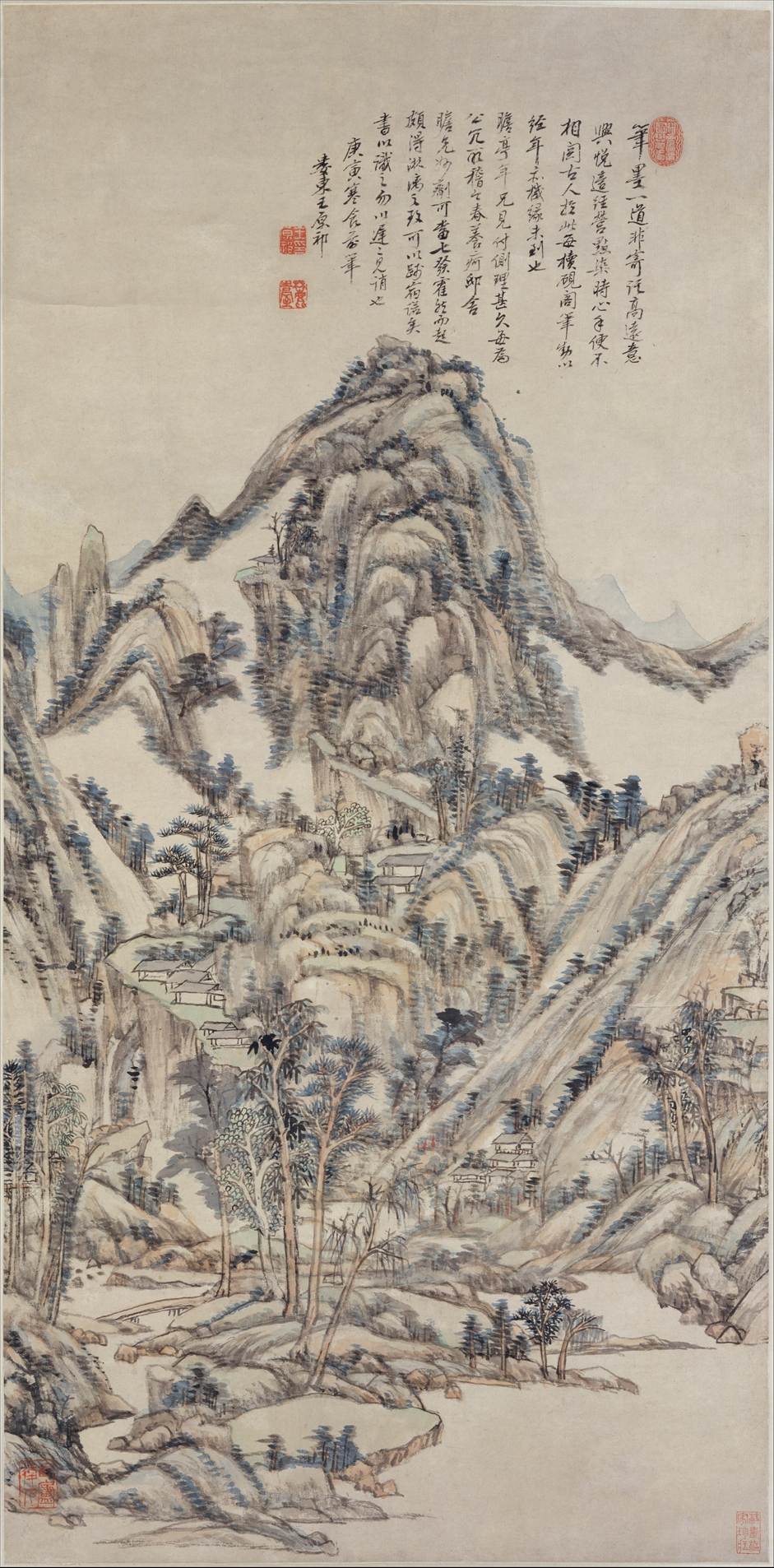
Wang Yuanqi, 1710. Rouleau suspendu, encre et couleurs sur papier,. Metropolitan Museum of Art

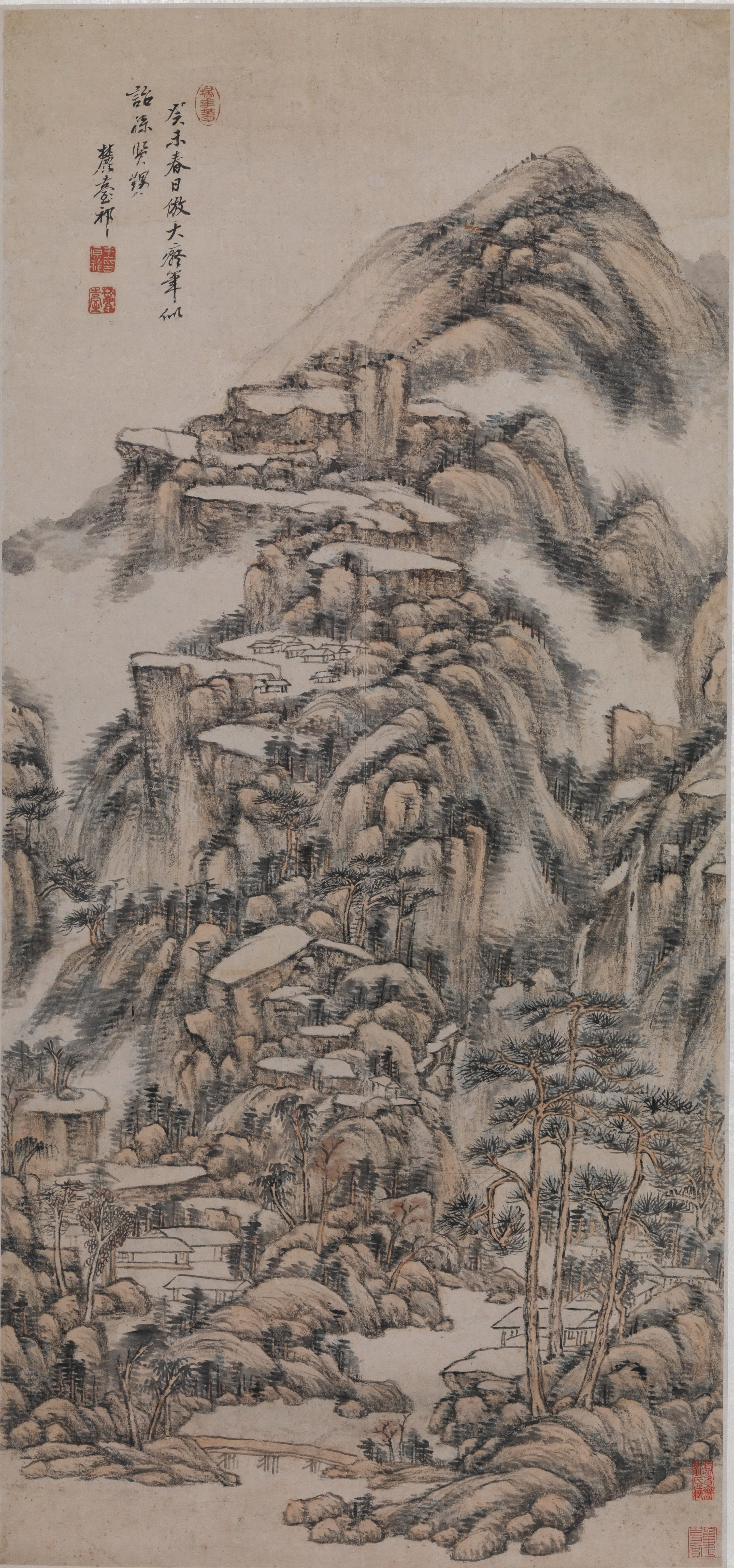
Wang Yuanqi, 1703. Paysage dans le style de Huang Gongwang. Encre et couleurs sur papier, H. 1m. Musée d'art de Hong Kong

  - Étagements de montagnes verdoyantes, rouleau mural, encre et couleur sur papier, dynastie des Qing. 139,5 × 61 cm.
- Boston (musée des beaux-arts) :
  - Rivière dans la brume et montagnes, signé et daté 1694, éventail.
  - Montagnes herbues et grands arbres, éventail signé.
- Chicago (Art Institute of Chicago):
  - Paysage, signé et daté 1701, d'après Huang Gongwang.
- Cleveland (Mus. of Art) :
  - Paysage d'après Ni Zan, encre et couleurs légères, inscription datée 1707.
- Honolulu (Acad. of Art) :
  - Rivière traversée par un pont au pied de hautes montagnes, signé et daté 1708, d'après Huang Gongwang.
- Paris musée Guimet :
  - Paysage avec montagnes dans la brume, daté 1712, encre et couleur sur papier, rouleau en hauteur, colophon.
  - Paysage, dans le style de Huang Gongwang et de Gao Kegong.
- Pékin (musée du Palais):
  - Huit études de paysages, encre et couleurs sur papier, d'après des maîtres anciens.
  - Paysage, inscription signée et datée 1708, d'après Ni Zan
  - Montagnes en terrasses, arbres et pavillons, daté 1701, encre et couleurs bleu et vert.
  - Vallée de rivière dans la brume et arbres émergeant des nuages, daté 1702, encre et couleurs sur papier, illustration d'un poème de Han Zhangni
  - Paysage d'après Ni Zan et Huang Gongwang, inscription signée et datée 1703.
- Shanghai :
  - Rivière de montagne et hauts sommets, couleur sur papier, Huang Gongwang, inscription datée 1695.
- Taipei (Nat. Palace Mus.) :
  - Couleurs d'automne sur le mont Hua, encre et couleurs sur papier, rouleau en hauteur.
  - Paysage d'été, daté 1695, encre et couleurs sur papier, rouleau en hauteur dans le style de Wang Meng.
  - Paysage, encre et couleurs légères sur papier, rouleau en hauteur dans le style de Huang Gongwang.
  - Paysage, daté 1697, encre et couleurs légères sur papier, paysage en hauteur dans le style de Huang Gongwang.
  - Paysage, daté 1700, dans le style de Wang Meng.
  - Paysage, daté 1700, encre sur papier, rouleau en hauteur.
  - Paysage, daté 1700, encre sur papier dans le style de Li Cheng, rouleau en hauteur.
  - Paysage, daté 1700, encre sur papier, dans le style de Wang Meng, rouleau en hauteur.
  - Paysage, daté 1701, encre sur papier, dans le style de Ni Zan, rouleau en hauteur.
  - Paysage, daté 1702, encre et couleur sur papier, dans le style de Huang Gongwang, rouleau en hauteur.
  - Paysage, daté 1702, encre sur papier, dans le style de Ni Zan, rouleau en hauteur.
  - Montagne à l'automne, daté 1703, encre et couleur sur papier, rouleau en hauteur.
  - Paysage, daté 1706, encre sur papier, dans le style de Ni Zan, rouleau en hauteur.
  - Paysage, daté 1707, encre sur papier, dans le style de Huang Gongwang, rouleau en hauteur.
  - Paysage, daté 1708, encre sur papier, dans le style de Wang Meng, rouleau en hauteur.
  - Paysage, daté 1708, encre sur papier, dans le style de Huang Gongwang, rouleau en hauteur.
  - Montagnes d'automne, daté 1707, encre et couleurs légères sur papier, d'après Huang Gongwang, rouleau en hauteur.
  - Paysage, daté 1708, encre sur papier rouleau en hauteur.
  - Paysage, daté 1708, encre sur papier dans le style de Mi Fei, rouleau en hauteur.
  - Paysage d'automne, daté 1709, encre et couleurs légères sur papier, rouleau en hauteur.
  - Paysage, daté 1709, encre sur papier dans le style de Wu Zhen, rouleau en hauteur.
  - Ruisseaux et pins dans la vallée, encre et couleurs légères sur papier, rouleau en hauteur.
- Washington (Freer Gallery of Art) :
  - Paysage, daté 1704, encre sur papier dans le style de Ni Zan, rouleau en hauteur.

### Collections particulières
- Lugano, collection J.P. Dubosc :
  - Paysage de fleuve, dans le style de Ni Zan, rouleau vertical daté 1704, encre et couleurs légères sur papier. H. 95,3 cm. L. 50,5 cm.
- Suisse, collection particulière :
  - Paysage dans le style de Dong Qichang, signé et daté 1710. rouleau en hauteur, encre et couleurs légères sur papier. H: 82,9 cm. L: 44,8 cm.